# RPM (カナダの音楽雑誌)
『RPM』（アールピーエム、ISSN 0315-5994、後にISSN 0033-7064）は、かつて存在したカナダの音楽業界誌で、カナダにおける楽曲やアルバムのチャートを掲載していた。1964年2月に、ウォルト・グレアリスが、レコードレーベルの所有者であったスタン・クリースからの支援を受けて創刊した。『RPM』は、2000年11月までで廃刊となった。
『RPM』は、「レコード、宣伝、音楽」を意味する「Records, Promotion, Music」の頭文字とされていた。雑誌名は時期によって小さな変化があり、「RPM Weekly」、「RPM Magazine」、「RPM」などと称した時期があったが、トップ・シングル（Top Singles：全ジャンル）、アダルト・コンテンポラリー (Adult Contemporary)、ダンス (Dance)、アーバン (Urban)、ロック/オルタナティブ (Rock/Alternative)、そして、カントリー音楽のチャートであるカントリー・トラックスないしトップ・ カントリー・トラックス (Country Tracks (aka Top Country Tracks)) などのチャートが掲載され続けた。1966年3月21日付から、『RPM』のトップ・シングル・チャートは、トップ40からトップ100へと拡大された。

## RPM賞
後のジュノー賞の起源は、『RPM』が創刊年から行った年一回の調査に遡る。同誌は読者に、様々なカテゴリーの人物や会社などについての郵便による投票を呼びかけた。
RPM賞は、正式な授賞式を行う1970年のゴールドリーフ賞へと発展した。これが、翌年からジュノー賞となったのである。

### 1964年のRPM賞
1964年のRPM賞は、1964年12月28日付の雑誌上で発表された。
- 最優秀男性歌手 (Top male vocalist)：テリー・ブラック（英語版）
- 最優秀女性歌手 (Top female singer)：シャーリー・マシューズ（英語版）
- 最も将来が期待される男性歌手 (Most promising male vocalist)：ジャック・ロンドン (Jack London)
- 最も将来が期待される女性歌手 (Most promising female vocalist)：リンダ・レイン (Linda Layne)
- 最優秀ボーカル/インストゥルメンタル・グループ (Top vocal instrumental group)：エスクワイアーズ（英語版）[3]
- 最優秀女性ボーカル・グループ (Top female vocal group)：ガールフレンズ (Girlfriends)
- 最優秀ボーカル/インストゥルメンタル・グループ (Top instrumental group)：ウェス・ダカス&ザ・レベルズ (Wes Dakus & The Rebels)
- 最優秀フォーク・グループ (Top folk group)：ザ・クーリアーズ (The Courriers)[4]
- 最優秀カントリー男性歌手 (Top country male singer)：ゲイリー・バック (Gary Buck)
- 最優秀カントリー女性歌手 (Top country female singer)：パット・ハーヴェイ (Pat Hervey)
- 今年を代表する業界人 (Industry man of the year)：ジョニー・マーフィー (Johnny Murphy)（キャッシュボックス・カナダ） of Cashbox Canada
- 最優秀レコード会社 (Top record company)：キャピトル・レコード・オブ・カナダ
- カナダのコンテンツについての最優秀レコード会社 (Top Canadian Content record company)：キャピトル・レコード・オブ・カナダ
- 最優秀全国レコード・プロモーター (Top national record promoter)：ポール・ホワイト (Paul White)（キャピトル・レコード・オブ・カナダ）
- 最優秀地方レコード・プロモーター (Top regional record promoter)：エド・ローソン (Ed Lawson)（クオリティ・レコード（英語版））
- 最優秀アルバム（グランプリ） (Top album of the year (GMP))：『That Girl』フィリス・マーシャル (Phyllis Marshall)

この号の6ページに掲載されたコラムには、カナダのコンテンツについての最優秀レコード会社について、実際の投票で首位となった会社が、その社員が『RPM』に関与していることから利益相反として失格とされたこと、そのため、2位であったキャピトル・レコードがこのカテゴリーの受賞者となったことを記している。

### 1965年のRPM賞
1965年のRPM賞は、1966年1月17日付の雑誌上で発表され、前年よりカントリー音楽のカテゴリーが増やされた。
- 最優秀男性歌手 (Top male vocalist)：ボビー・カートラ（英語版）
- 最優秀女性歌手 (Top female singer)：キャサリン・マッキノン（英語版）
- 最も将来が期待される男性歌手 (Most promising male vocalist)：バリー・アレン（英語版）
- 最も将来が期待される女性歌手 (Most promising female vocalist)：デビー・ロリー・ケイ (Debbie Lori Kaye)
- 最優秀ボーカル/インストゥルメンタル・グループ (Top vocal instrumental group)：ゲス・フー
- 最優秀女性ボーカル・グループ (Top female vocal group)：ガールフレンズ (Girlfriends)
- 最優秀ボーカル/インストゥルメンタル・グループ (Top instrumental group)：ウェス・ダカス&ザ・レベルズ (Wes Dakus & The Rebels)
- 最優秀フォーク・グループ (Top folk singer)：マルカ&ジャソ (Malka and Joso)
- 最優秀フォーク歌手 (Top folk group)：ゴードン・ライトフット（英語版）
- 最優秀制作シングル (Top produced single)：「My Girl Sloopy」リトル・シーザー・アンド・ザ・コンスルズ（英語版）
- 最優秀制作アルバム (Top produced album)：『Voice of an Angel』キャサリン・マッキノン
- 最優秀カントリー男性歌手 (Top country male singer)：ゲイリー・バック (Gary Buck)
- 最優秀カントリー女性歌手 (Top country female singer)：ダイアン・リー（英語版）
- 最も将来が期待される男性カントリー歌手 (Most promising country male singer)：アンガス・ウォーカー (Angus Walker)
- 最も将来が期待される女性カントリー歌手 (Most promising country female singer)：シャロン・ストロング (Sharon Strong)
- 最優秀カントリー・インストゥルメンタル/ボーカル・グループ (Top country instrumental vocal group)：リズム・パルズ（英語版）
- 最優秀カントリー・インストゥルメンタリスト (Top country instrumentalist)：ロイ・ペニー (Roy Penney)
- 最優秀カントリー・ラジオ・パーソナリティ (Top country radio personality)：アル・フィッシャー (Al Fisher)（CFGM、トロント）
- 最優秀カナダ・ディスクジョッキー (Top country radio personality)：チャック・ベンソン (Chuck Benson)（CKYL、アルバータ州ピース・リバー（英語版））
- 最優秀レコード会社 (Top record company)：キャピトル・レコード・オブ・カナダ
- カナダのコンテンツについての最優秀レコード会社 (Top Canadian Content record company)：キャピトル・レコード・オブ・カナダ
- 最優秀全国レコード・プロモーター (Top national record promoter)：ポール・ホワイト（キャピトル・レコード・オブ・カナダ）
- 最優秀地方レコード・プロモーター (Top regional record promoter)：チャーリー・カミレリ (Charlie Camilleri)（クオリティ・レコード）